# 嘉陵工業
中国嘉陵工業股份有限公司(集団)（ちゅうごくジアリンこうぎょう、英語: China Jialing Industrial, 中国語: 中国嘉陵工业）は、中国重慶市璧山区に本部を置く、オートバイ、ATV、三輪車、エンジン、汎用機械の製造・販売会社である。
単に中国嘉陵集団（中国語: 中国嘉陵集团）とも呼ばれる。
本田技研工業と連携を深めており、合弁会社である嘉陵本田を設立している。
中国兵器装備集団公司に属している。

## 製品

### オートバイ
- JL110-19
- JH70
- JH125L
- JH125GY
- JH150GY-2
- JL50QT-9
- JL50QT-10
- JL50QT-11

### 三輪車
- JH150ZHレオパルド
- JH110ZH-C
- JH110ZH-D